# Abrão Oliveira

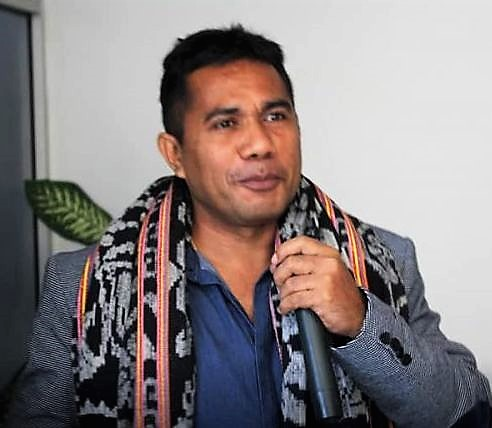
Abrão Oliveira (2018)

Abrão Gabriel Santos Oliveira (* 2. Juli 1973) ist ein osttimoresischer Politiker und Mitglied der FRETILIN.
Am 29. September 2017 wurde Oliveira zum Vizeminister für Entwicklung für Wohnraum, Planung und Umwelt ernannt und am 3. Oktober vereidigt. Am 22. Juni 2018 endete seine Amtszeit durch das vorzeitige Ende der VII. Regierung Osttimors.
Oliveira ist Präsident des FC Zebra aus Baucau.